# シャーマン (テキサス州)
シャーマン（英: Sherman）は、アメリカ合衆国テキサス州の都市。グレイソン郡の郡庁所在地である。人口は4万3645人（2020年）。オクラホマ州境に近い。

## 歴史
シャーマン市の市名はテキサス革命の英雄シドニー・シャーマン将軍（1805年7月23日 - 1873年8月1日）に因んで名付けられた。1846年3月17日、グレイソン郡を創設したテキサス州法によって郡庁所在地に指定された。1847年には郵便局が運営を始めた。当初は郡の中心に位置していたが、1848年に約3マイル (5 km) 東に動かされて現在の位置になった。1850年には、州法に従い町として法人化された。州内を通るバターフィールド・オーバーランド郵便の停車点にもなった。1852年の町の人口は300人だった。木造郡庁舎のある公共広場があり、広場の東側には幾つかの企業、地区事務官の事務所1つ、教会1つがあった。
1850年代と1860年代、シャーマンは発展を続け、地域政治に参加した。1861年に最初の製粉所が建設された。1862年、脱退反対派のホイッグ系新聞「ザ・パトリオット」の出版者が殺害された。南北戦争中とその後、ジェシー・ジェイムズやウィリアム・クァントリルが率いた北テキサスの無法者集団が市内でも見られた。その後ジェイムズはそのハネムーンの少なくとも一部をシャーマンで過ごし、馬に乗っている姿を写真に撮られている。
この時期に北テキサスにおける教育も発展した。北テキサス・メソジスト会議の後援で、1866年にシャーマン男子及び女子高校が生徒の受入を始めた。当時市内にある私立学校3校の1つだった。その後1892年からは北テキサス女子カレッジ音楽学校、1919年からはキッド・キー・カレッジ・アンド・コンサーバトリーと名前を変え、1935年まで続いた。1915年にダラスで南メソジスト大学が開校した後は、シャーマンの学校に対するメソジストの支援が少なくなっていった。1876年、州内最古の連続して運営されているカレッジであるオースティン・カレッジが、ハンツビルからシャーマンに移ってきた。シャーマン女子大学、後のメアリー・ナッシュ・カレッジは、1877年にバプテスト教会の後援で開校された。1901年まで運営されていたが、この年にキャンパスをキッド・キー・カレッジに売却した。ディスシプルズ・オブ・クライスト系列の女子大学カー・バーデット・カレッジは、1894年から1929年まで運営されていた。ユダヤ人もこの地域に入植するようになって長い歴史があり、1873年までにハイ・ホリディの集会を行うようになっていた。
レコンストラクション時代は全体的に不況であり、無法状態が続いたが、商業的には活発だった。1870年代に人口は6,000人に達した。1875年、2度の火事で広場の東にあった多くの建物が焼失した。これらはより優れた建材を使って再建された。その中には1876年に建設されたグレイソン郡庁舎がある。1879年、北テキサス古き開拓者協会が結成され、シャーマン近くで集会を開いた。グレイソン郡のこの協会は1898年に法人化され、1909年にはオールドセトラーズ公園の買収を完了した。
1896年5月15日、藤田スケールF5の竜巻がシャーマンを襲った。この竜巻は幅400ヤード (370 m)、長さ28マイル (45 km) に渡って被害を与え、73人が死亡し、200人が負傷した。約50軒の家屋が破壊され、その内20軒は全壊だった。
1901年、州内初の電気都市間鉄道であるデニソン・アンド・シャーマン鉄道が両都市の間に開通した。1908年、テキサス・トラクション社がシャーマンとダラスの間の都市間線65マイル (105 km) を完成させ、1911年にはデニソン・アンド・シャーマン鉄道を買収した。ダラスとデニソンの中継点を通じて、州内のテレル、コルシカーナ、ウェーコ、フォートワース、クリバーン、デントン、オクラホマ州デュラントまで都市間鉄道で繋がれた。デニソンとシャーマンの間には当時民間のアミューズメントパークだったウッドレイク・パークがあり、人気を呼んだ。1948年までに州内の都市間鉄道は全て廃線になった。
1930年シャーマン暴動の時に、アフリカ系アメリカ人男性ジョージ・ヒューズの公判中に、放火によって優美な2代目の郡庁舎が焼失した。この暴動でヒューズは郡庁舎の保護室に閉じこめられており、この火事で焼死した。暴徒達は保護室からヒューズの遺骸を回収し、車の後に引き摺り、首つりにし、火を付けた。この暴動中にテキサス・レンジャーのフランク・ハマーがシャーマン市内におり、州知事ダン・ムーディに状況を報告した。5月9日ムーディ知事が事態を鎮めるために州軍を送り、5月10日にはさらに増派した。

## 地理
シャーマン市は北緯33度38分28秒 西経96度36分36秒 / 北緯33.64111度 西経96.61000度 (33.641077, -96.609991)に位置している。
アメリカ合衆国国勢調査局に拠れば、市域全面積は38.6平方マイル (100 km2)であり、このうち陸地38.5平方マイル (100 km2)、水域は0.1平方マイル (0.26 km2)で水域率は0.18%である。

### 気候
シャーマンは温暖湿潤気候に入っていると考えられる。

## 人口動態
以下は2000年の国勢調査による人口統計データである。
| 基礎データ - 人口: 35,082 人 - 世帯数: 13,739 世帯 - 家族数: 8,820 家族 - 人口密度: 351.4人/km2（910.0人/mi2） - 住居数: 14,926 軒 - 住居密度: 149.5軒/km2（387.2軒/mi2） 人種別人口構成 - 白人: 78.46% - アフリカン・アメリカン: 11.23% - ネイティブ・アメリカン: 1.33% - アジア人: 1.06% - 太平洋諸島系: 0.03% - その他の人種: 5.26% - 混血: 2.62% - ヒスパニック・ラテン系: 12.14% | 年齢別人口構成 - 18歳未満: 24.6% - 18-24歳: 13.1% - 25-44歳: 27.8% - 45-64歳: 19.3% - 65歳以上: 15.1% - 年齢の中央値: 34歳 - 性比（女性100人あたり男性の人口） - 総人口: 92.1 - 18歳以上: 89.3 世帯と家族（対世帯数） - 18歳未満の子供がいる: 30.9% - 結婚・同居している夫婦: 46.7% - 未婚・離婚・死別女性が世帯主: 13.4% - 非家族世帯: 35.8% - 単身世帯: 30.4% - 65歳以上の老人1人暮らし: 12.5% - 平均構成人数 - 世帯: 2.42人 - 家族: 3.01人 | 収入と家計 - 収入の中央値 - 世帯: 34,211米ドル - 家族: 42,528米ドル - 性別 - 男性: 31,828米ドル - 女性: 23,363米ドル - 人口1人あたり収入: 18,717米ドル - 貧困線以下 - 対人口: 13.3% - 対家族数: 9.6% - 18歳未満: 14.7% - 65歳以上: 11.7% |

## 州政府の機関
テキサス州刑事司法省が市内にあるシャーマン地区保釈事務所を運営している。

## 教育

### 初等中等教育
シャーマン市の大半はシャーマン独立教育学区に入っている。一部がデニソン独立教育学区とハウ独立教育学区に含まれている。

### 高等教育機関
オースティン・カレッジは、私立、長老派教会系、教養型カレッジであり、1876年にシャーマン市内に移ってきた。1849年の創立であり、当初の憲章の下で州内で運営される最古のカレッジである。グレイソン郡カレッジは近くのデニソン市内にあり、シャーマン市内でも分校を運営している。

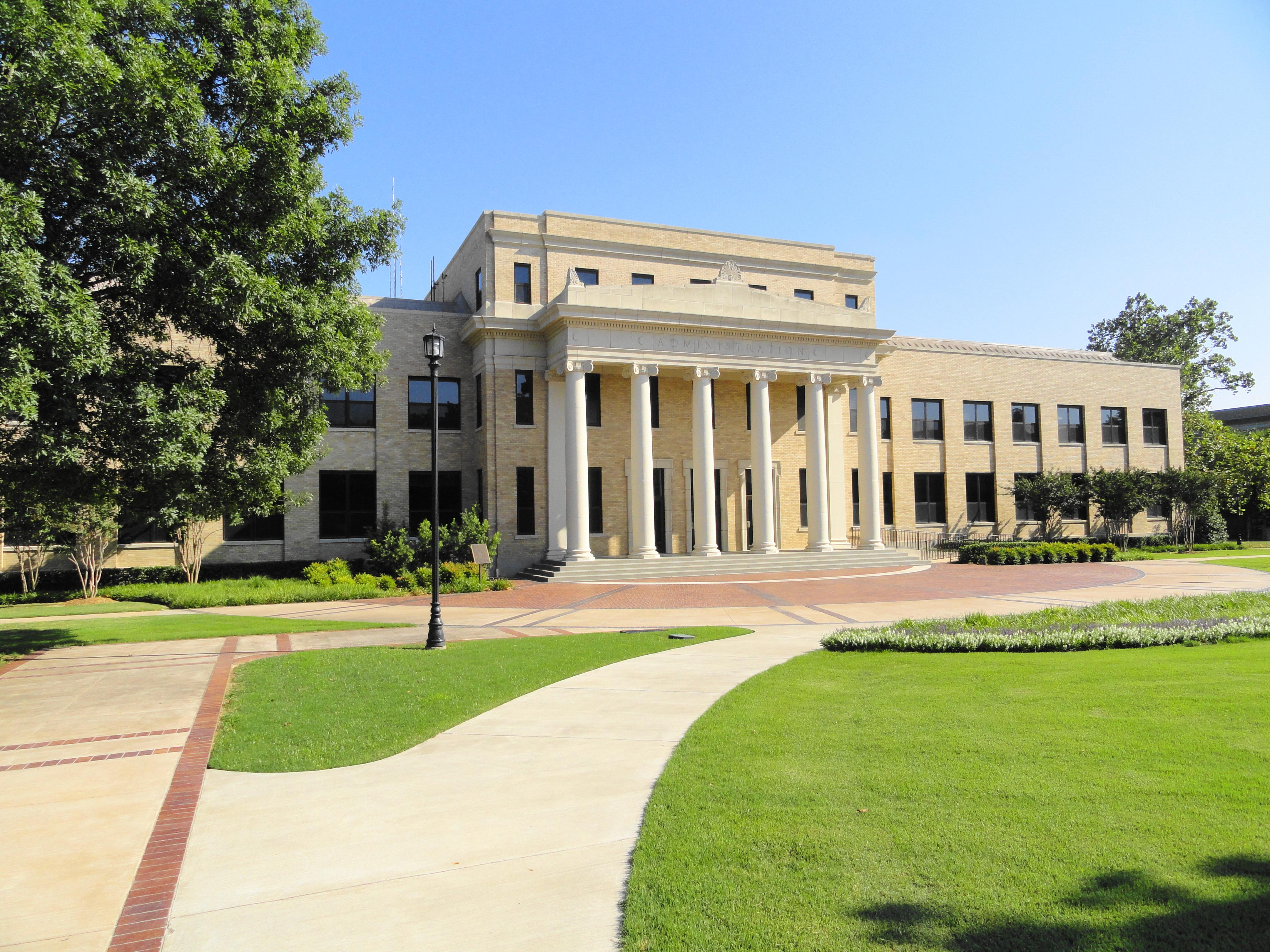
オースティン・カレッジのキャンパスにある管理棟

## メディア
市内で発行される雑誌には以下のものがある。
- 「テクソマ・リビング! マガジン」[9]
- 「ラ・ボス・ヒスパーニャ」[10]

新聞は「ザ・ヘラルド・デモクラット」である。
ラジオはFM3局を聴取できる。テレビは全国ネットのものを含め6局ある。

## インフラ

### 交通
シャーマン市内をアメリカ国道75号線（サム・レイバーン・フリーウェイ）と同82号線（バック・オーウェンス・フリーウェイ）が通っている。バック・オーウェンスはシャーマンで生まれた著名音楽家である。他に3本のテキサス州道があり、郡外まで伸びている。テキサス州道11号線、同56号線、同289号線であり、289号線はテクソマ湖まで伸びている。一般用途空港としてシャーマン市民空港と北テキサス地域空港/ペリン飛行場がある。TAPS公共交通が市内唯一の公共交通機関であり、2つの固定バス路線と、全住民に対する補助交通を運行している。TAPS公共交通はシャーマンからダラスまでの路線も運行しており、ダラス・フォートワース国際空港やテクソマ地域の都市とを結んでいる。市内にはイエロー・キャブと呼ばれる24時間営業のタクシー会社がある。

### 郵便事業
アメリカ合衆国郵便公社が、市内でシャーマン郵便局を運営している。